# Fabricinuda longilabrum
Fabricinuda longilabrum är en ringmaskart som beskrevs av Fitzhugh 2002. Fabricinuda longilabrum ingår i släktet Fabricinuda och familjen Sabellidae. Inga underarter finns listade i Catalogue of Life.